# Grand Prix van Marseille 1947
De Grand Prix van Marseille 1947 was een autorace die werd gehouden op 27 april 1947 op de Avenue du Prado in de Franse stad Marseille.

## Uitslag
| Positie | No | Rijder                       | Team        | Ronden | Tijd/Opgave    |
| ------- | -- | ---------------------------- | ----------- | ------ | -------------- |
| 1       | 22 | Eugène Chaboud               | Talbot-Lago | 69     | 2:50:23.6      |
| 2       | 32 | Enrico Platé                 | Maserati    | 68     | +1 ronde       |
| 3       | 12 | Henri Louveau                | Delage      | 67     | +2 ronden      |
| 4       | 14 | Pierre Levegh                | Delage      | 66     | +3 ronden      |
| 5       | 18 | David Hampshire Fred Ashmore | ERA         | 66     | +3 ronden      |
| 6       | 46 | Jean Achard                  | Delage      | 65     | +4 ronden      |
| 7       | 24 | Yves Giraud-Cabantous        | Delahaye    | 62     | +7 ronden      |
| 8       | 38 | Edmond Mouche José Scaron    | Talbot-Lago | 61     | +8 ronden      |
| 9       | 42 | François Michaud             | Maserati    | 60     | +9 ronden      |
| NF      | 48 | Louis Rosier                 | Talbot-Lago |        | Motor          |
| NF      | 26 | Charles Pozzi                | Delahaye    |        | Motor          |
| NF      | 44 | Maurice Trintignant          | Bugatti     |        | Oververhitting |
| NF      | 40 | Marcel Balsa                 | Talbot-Lago |        |                |
| NF      | 28 | Roger Loyer                  | Delahaye    |        | Drijfstang     |
| NF      | 10 | Philippe Étancelin           | Delage      |        | Motor          |
| NF      | 20 | Ian Connell                  | Maserati    | 27     | Ophanging      |
| NF      | 4  | Louis Chiron                 | Maserati    | 27     | Mechanisch     |
| NF      | 8  | Nello Pagani                 | Maserati    | 23     | Mechanisch     |
| NF      | 2  | Raymond Sommer               | Maserati    | 10     | Motor          |
| NF      | 30 | Luigi Villoresi              | Maserati    | 9      | Motor          |
| NF      | 16 | Reg Parnell                  | Maserati    | 2      | Motor          |
| NF      | 36 | Emmanuel de Graffenried      | Maserati    | 0      | Motor          |
| NS      | 34 | Benoît Falchetto             | Bugatti     |        | Motor          |